# Gran Premi d'Alemanya del 1998
Resultats del Gran Premi d'Alemanya de Fórmula 1 de la temporada 1998, disputat al circuit de Hockenheimring el 2 d'agost del 1998.

## Resultats
| Pos | No | Pilot                 | Equip                  | Voltes | Temps/ Retirada | Pos. de sortida | Punts |
| --- | -- | --------------------- | ---------------------- | ------ | --------------- | --------------- | ----- |
| 1   | 8  | Mika Häkkinen         | McLaren - Mercedes     | 45     | 1h 20' 48. 0    | 1               | 10    |
| 2   | 7  | David Coulthard       | McLaren - Mercedes     | 45     | + 0.426 s       | 2               | 6     |
| 3   | 1  | Jacques Villeneuve    | Williams - Mecachrome  | 45     | + 2.577 s       | 3               | 4     |
| 4   | 9  | Damon Hill            | Jordan - Mugen - Honda | 45     | + 7.185 s       | 5               | 3     |
| 5   | 3  | Michael Schumacher    | Ferrari                | 45     | + 12.613 s      | 9               | 2     |
| 6   | 10 | Ralf Schumacher       | Jordan - Mugen - Honda | 45     | + 29.738 s      | 4               | 1     |
| 7   | 5  | Giancarlo Fisichella  | Benetton - Playlife    | 45     | + 31.026 s      | 8               |       |
| 8   | 4  | Eddie Irvine          | Ferrari                | 45     | + 31.649 s      | 6               |       |
| 9   | 2  | Heinz Harald Frentzen | Williams - Mecachrome  | 45     | + 32.784 s      | 10              |       |
| 10  | 14 | Jean Alesi            | Sauber - Petronas      | 45     | + 48.371 s      | 11              |       |
| 11  | 6  | Alexander Wurz        | Benetton - Playlife    | 45     | + 57.994 s      | 7               |       |
| 12  | 12 | Jarno Trulli          | Prost - Peugeot        | 44     | + 1 Volta       | 14              |       |
| 13  | 21 | Toranosuke Takagi     | Tyrrell - Ford         | 44     | + 1 Volta       | 15              |       |
| 14  | 17 | Mika Salo             | Arrows                 | 44     | + 1 Volta       | 17              |       |
| 15  | 11 | Olivier Panis         | Prost - Peugeot        | 44     | + 1 Volta       | 16              |       |
| 16  | 23 | Esteban Tuero         | Minardi - Ford         | 43     | + 2 Voltes      | 21              |       |
| Ret | 15 | Johnny Herbert        | Sauber - Petronas      | 37     | Caixa canvi     | 12              |       |
| Ret | 22 | Shinji Nakano         | Minardi - Ford         | 36     | Caixa canvi     | 20              |       |
| Ret | 18 | Rubens Barrichello    | Stewart - Ford         | 27     | Caixa canvi     | 13              |       |
| Ret | 19 | Jos Verstappen        | Stewart - Ford         | 24     | Caixa canvi     | 19              |       |
| Ret | 16 | Pedro Diniz           | Arrows                 | 2      | Accelerador     | 18              |       |

## Altres
- Pole: Mika Häkkinen 1' 41. 838

- Volta ràpida: David Coulthard 1' 46. 116 (a la volta 17)